# بطنيات الأرجل المستقيمة
بطنيات الأرجل المستقيمة (الاسم العلمي: Orthogastropoda) هي صنف من الرخويات تتبع طائفة بطنيات الأرجل من شعبة الرخويات.

## رتب
- صدفيات ماصة
- جناحيات الأرجل